# Sofía de Minsk
Sofía de Minsk (o Sofía de Polatsk) (c. 1140 - 5 de mayo de 1198) fue una reina consorte de la Dinamarca medieval como esposa del rey Valdemar I de Dinamarca, y más tarde, una vez viuda, fue landgravina de Turingia por matrimonio con Luis III de Turingia.

## Vida
Sofía era hija de Riquilda de Polonia, reina viuda de Suecia, en su matrimonio con un hombre llamado "Volodar" rey en las tierras de Polonia. Varias especulaciones se han presentado en cuanto a exactamente quién era su padre, pero su identidad es aún incierta. Se supuso que hubiesen sido el príncipe Volodar de Minsk o el príncipe Vladimir de Halicz. El más probable era Volodar (Valadar en bielorruso) de Minsk, que unió a los principados de Minsk, Polotsk y Hrodna bajo su mandato, y tenía intereses militares en la región del Báltico, como, por ejemplo, su campaña militar en el norte de Polonia en 1159. 
Sofía era medio hermana de Canuto V de Dinamarca. Después del matrimonio de su madre con el rey de Suecia, la siguió a Suecia y fue criada en esa corte. Fue prometida con Valdemar en 1154 como una forma de alianza entre Dinamarca y Suecia. Como carecía de tierras en Dinamarca, le fue prometido 1/8 de las fincas de Canuto. Dejó Suecia y llegó a Dinamarca en el momento del compromiso (1154), pero como no se consideró en edad de casarse, estuvo bajo la custodia de una mujer llamada Bodil. Se casó con Valdemar tres años más tarde en Viborg en 1157.
Se describe a Sofía como bella, dominante y cruel. Según la leyenda, asesinó a Tove, la amante de Valdemar e hirió a su hermana Kirsten, aunque esto no está confirmado históricamente. Enviudó en 1182. 
Sofía recibió una propuesta, y se casó con el Landgrave Luis III de Turingia hacia 1184, y fue escoltada hasta la frontera por su hijo y un gran séquito. Fue repudiada en 1190 y regresó a Dinamarca, donde murió en 1198. Fue enterrada en la Iglesia de Santa María (hoy San Benito) en Ringsted junto a Valdemar.

## Hijos
Sofía casada con Valdemar I de Dinamarca (c. 1131-1182), cuyos hijos fueron: 
- Rey Canuto VI de Dinamarca (1163-1202)
- Rey Valdemar II de Dinamarca (1170-1241)
- Sofía (1159-1208), casada con Sigfrido III de Weimar-Orlamünde
- Margarita, monja de Roskilde
- María, monja de Roskilde
- Riquilda de Dinamarca (fallecida en 1220), se casó con el rey Erik X de Suecia
- Helena (fallecida en 1233), casada con Guillermo, duque de Brunswick-Luneburgo
- Ingeborg (1175-1236), se casó con el rey Felipe II de Francia

Tras la muerte de Valdemar, Sofía se volvió a casar con el Landgrave Luis III de Turingia, aunque no tuvo hijos.